# Ophthalmolampis sigillata
Ophthalmolampis sigillata är en insektsart som först beskrevs av Marius Descamps 1978.  Ophthalmolampis sigillata ingår i släktet Ophthalmolampis och familjen Romaleidae. Inga underarter finns listade i Catalogue of Life.